# Tramsite Schepdaal
Tramsite Schepdaal is een trammuseum in Schepdaal, een plaats in de Belgische gemeente Dilbeek, ten westen van Brussel. Het museum is gevestigd in een voormalige stelplaats van de Nationale Maatschappij van Buurtspoorwegen.

## Geschiedenis
Op 8 september 1887 werd de metersporige buurtspoorweglijn Schepdaal - Brussel Ninoofsepoort in dienst gesteld. De stelplaats van de lijn is in Schepdaal. Deze stelplaats werd vanaf 5 mei 1962 als het nationale museum voor de buurtspoorwegen gebruikt. Tot 1968 is de stelplaats nog gebruikt als tramstelplaats voor de lijn Brussel - Ninove (lijn Ni). Deze tramlijn langs de stelplaats is op 21 februari 1970 opgeheven.
In 1993 werd de gehele site (stationsgebouw en loodsen) beschermd. Het museum sloot in 1999 voor renovatiewerken. Tien jaar later, op 1 juli 2009, is het museum heropend door de vzw Erfgoed Vlaanderen. Eind 2012 trad Erfgoed Vlaanderen toe tot de nieuwe erfgoedkoepel Herita. De erfpacht overeenkomst tussen Herita en site eigenaar De Lijn is gestopt in 2023. Nog steeds wordt het trammuseum beheerd door vrijwilligers.
Er moet nog veel gebeuren, waaronder de (her)elektrificatie van het terrein van de stelplaats en het vernieuwen van de sporen en wissels, dit om meer kleine ritjes met trams mogelijk te maken.

## Tramsite
De site is in de oorspronkelijke staat gebleven met loodsen, een stationsgebouw, een weegbrug, een watertoren, een kolen- en zandmagazijn, een waterpomp, een kolenkade, een smidse en een lampenmagazijn. In de drie loodsen wordt trammaterieel bewaard. Loods 1 (locomotievenloods) bevat zowel normaalsporig als metersporig materieel. In loods 2 staan stoom- en elektrische trams en bijwagens voor goederen- en reizigersrijtuigen. Loods 3 is een werkruimte.
Het stationsgebouw bevatte vroeger de dienstwoning van de stationschef, de loketten en de wachtruimte voor de reizigers. Voor het trampersoneel, dat in vroege of late shift moest werken, waren er slaapvertrekken.

## Collectie
De collectie historische trams wordt in Loods 2 tentoongesteld. Het pronkstuk is het koninklijk rijtuig dat ooit voor Leopold II gebouwd is. Na vele jaren van twijfel kon men aan de hand van een oud krantenartikel bevestigen dat de koning meerdere ritten met het toestel heeft gemaakt. Ook heeft de sjah van Perzië erin gezeten bij zijn bezoek aan Oostende in 1900.

## Galerij

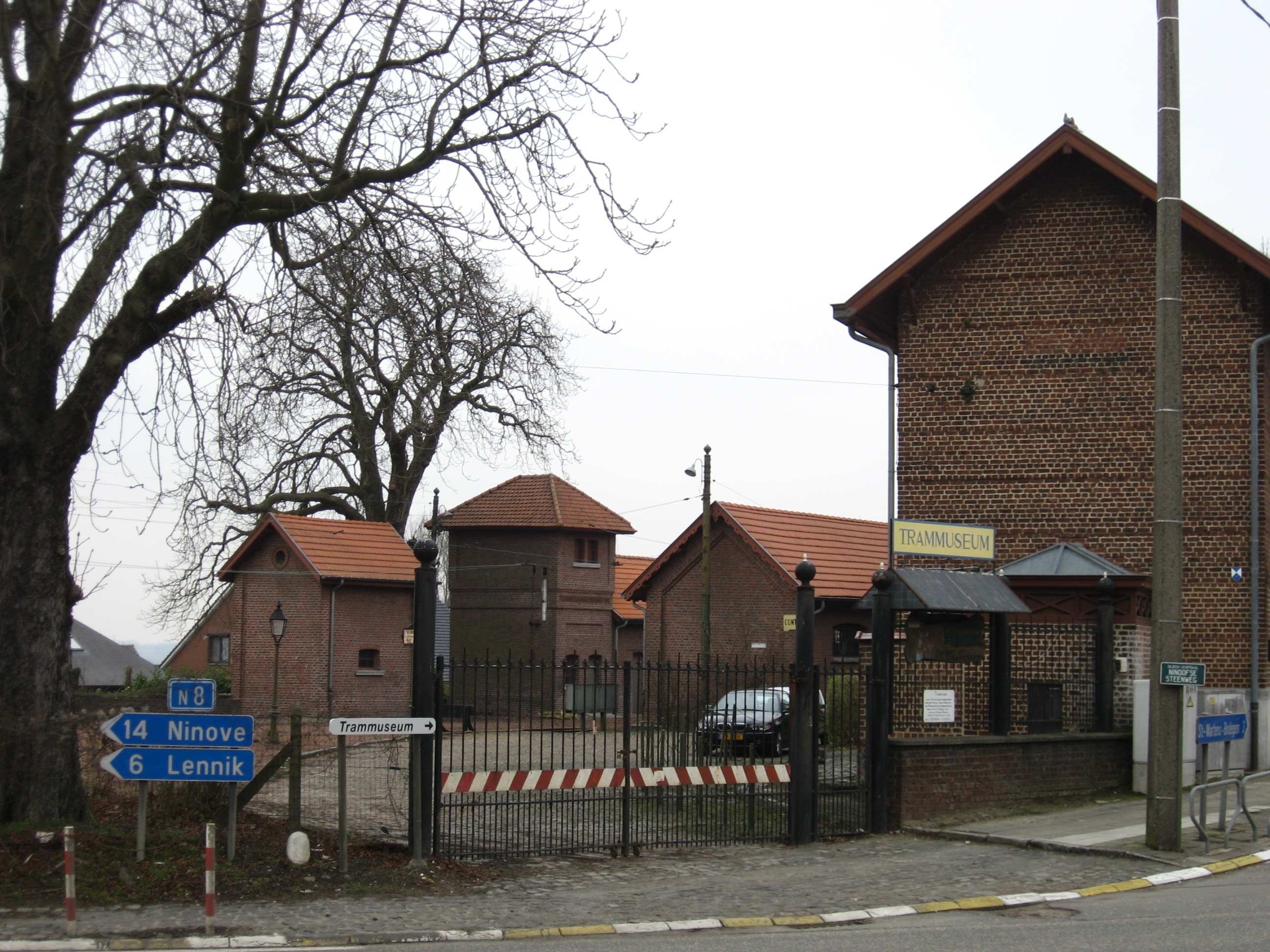
Ingang van de tramsite (2009)
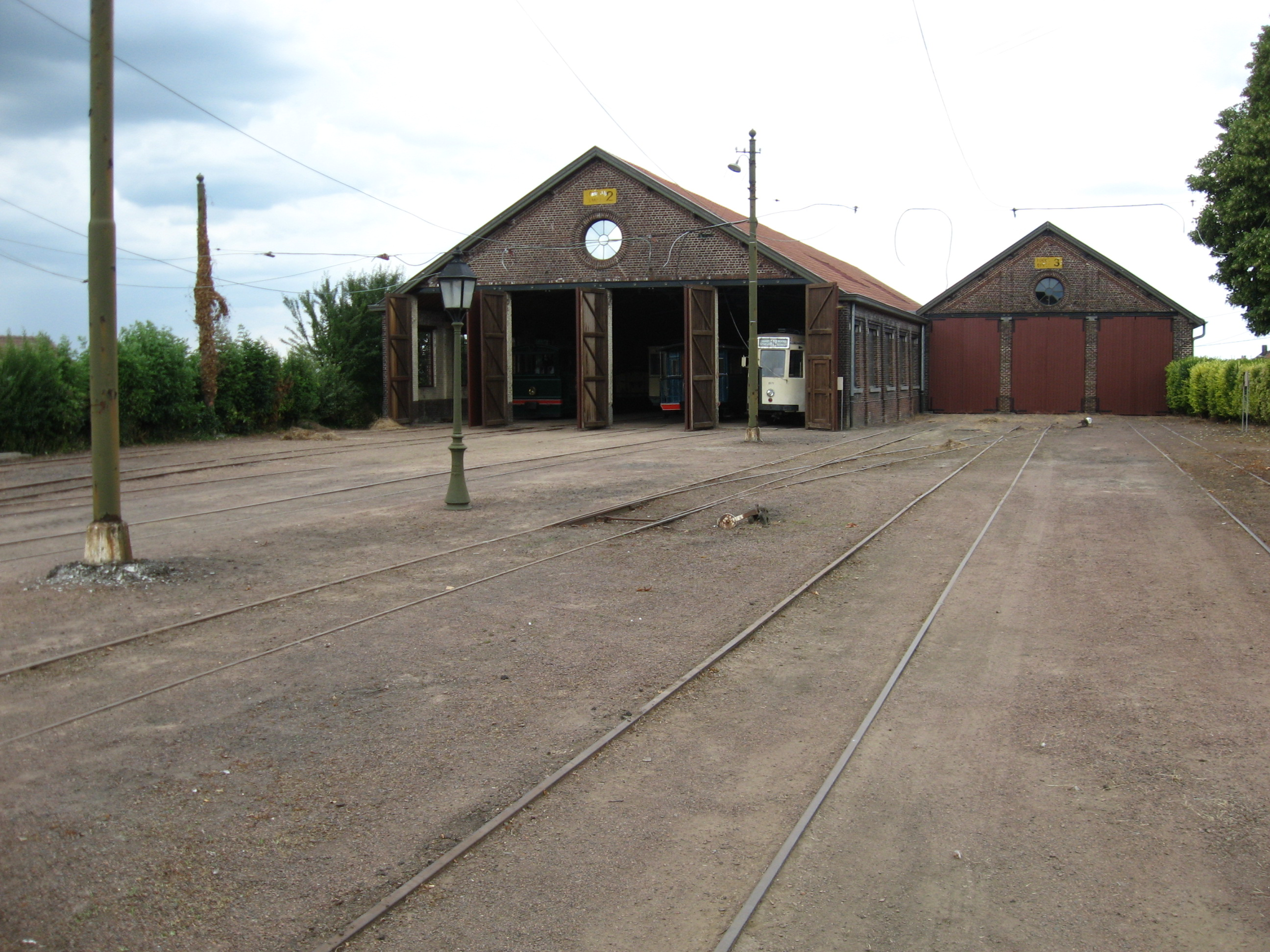
Terrein met zicht op Loods 2 & 3 (2009)
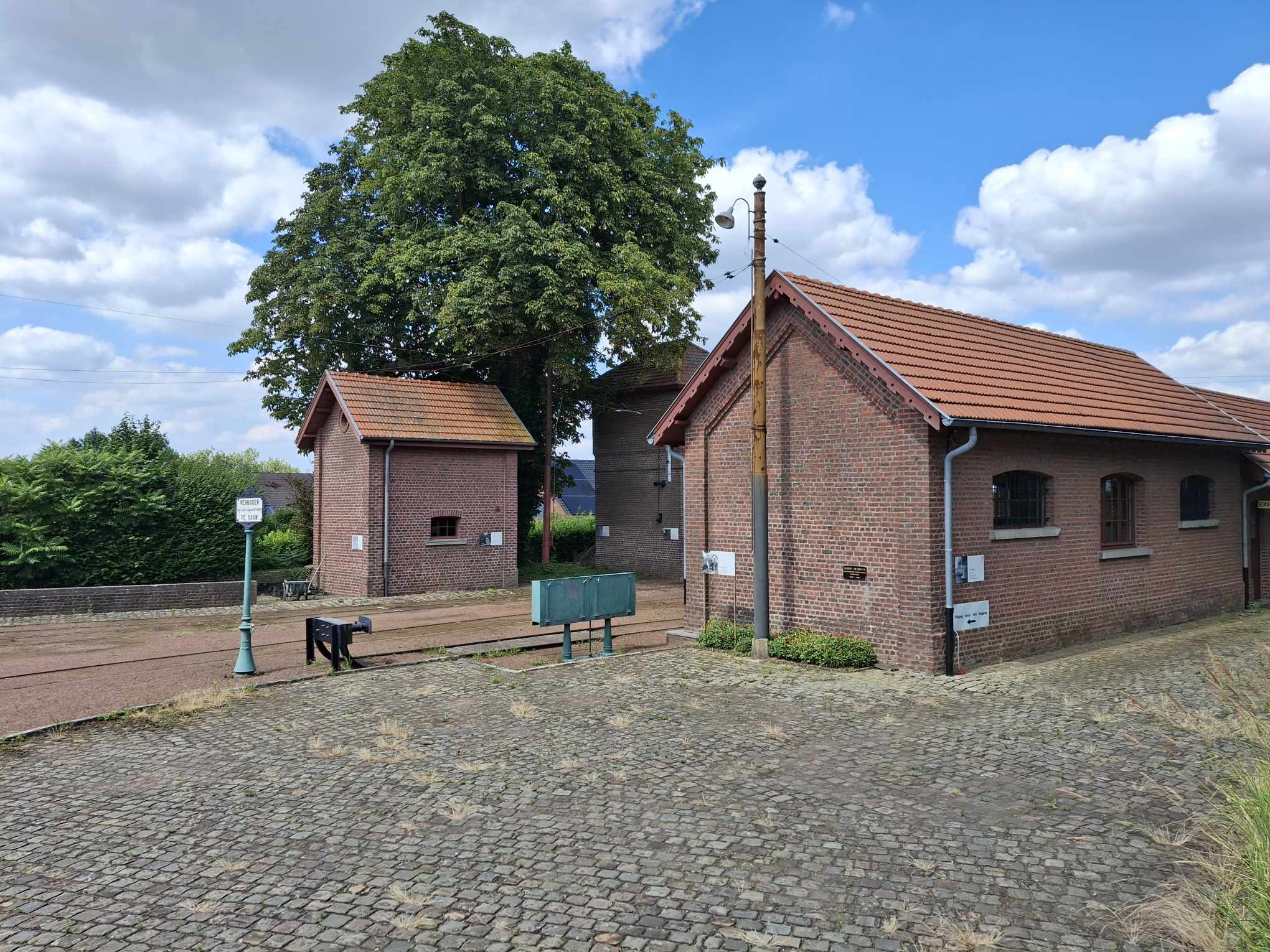
Voorplein met zicht op lampenhuis, pomphuis en goederenmagazijn (2024)